# Heineken Open
El torneig d'Auckland, també conegut com a Heineken Open, és un torneig professional de tennis que es disputa sobre pista dura. Actualment pertany a les sèries ATP World Tour 250 del circuit ATP masculí i se celebra al ASB Tennis Centre d'Auckland, Nova Zelanda, a principis d'any.
L'any 2016 es van unir els dos torneigs de tennis disputats a Auckland, ASB Classic en categoria femenina i el Heineken Open en categoria masculina, en un sol torneig mantenint en nom de ASB Classic, però conservant la disputa d'ambdues categories en setmanes consecutives.

## Palmarès

### Individual masculí

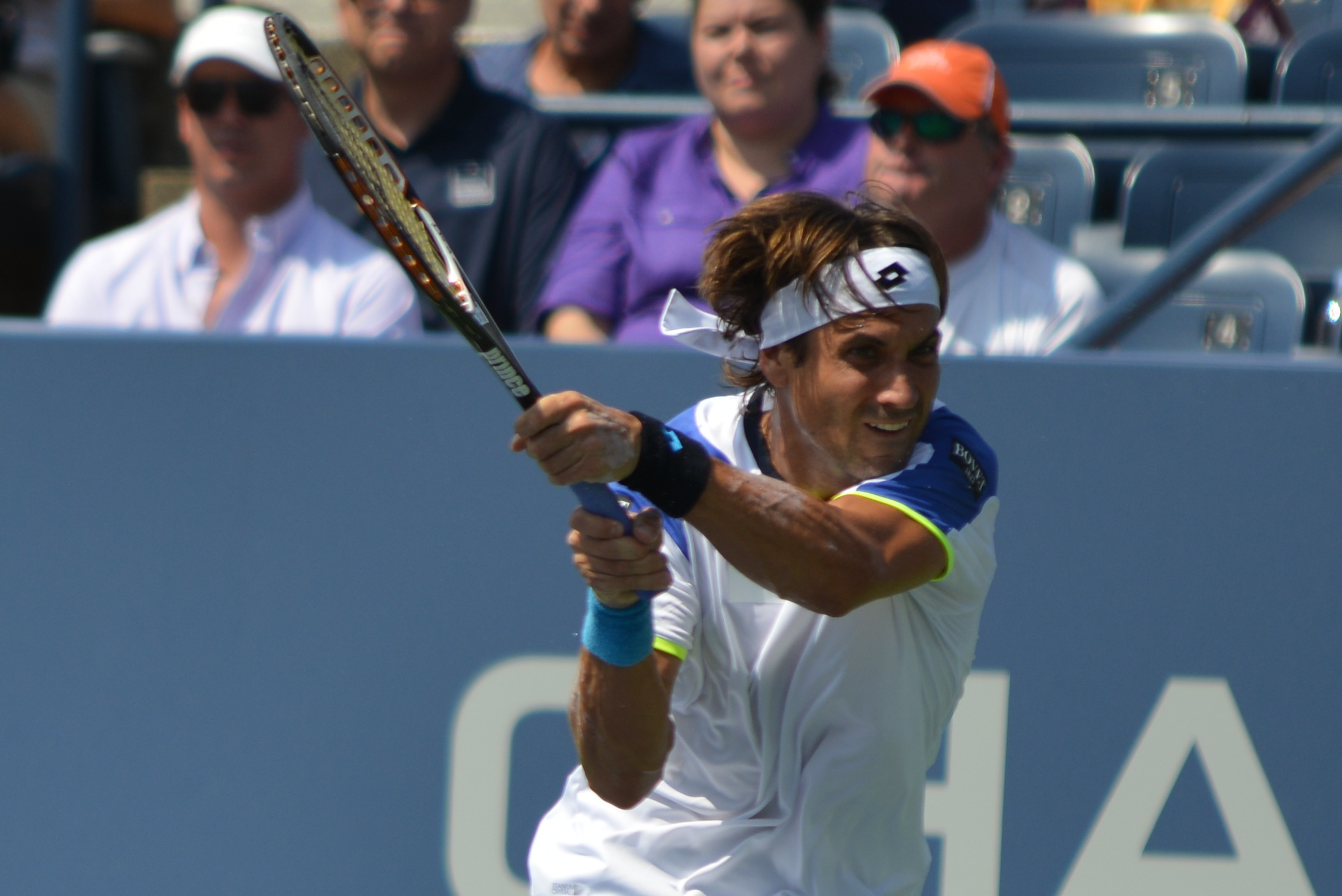
David Ferrer ha guanyat el torneig en quatre ocasions, tres consecutives.

| Any  | Campió                                            | Finalista                                         | Resultat                                          |
| ---- | ------------------------------------------------- | ------------------------------------------------- | ------------------------------------------------- |
| 2025 | Gaël Monfils                                      | Zizou Bergs                                       | 6−3, 6−4                                          |
| 2024 | Alejandro Tabilo                                  | Taro Daniel                                       | 6−2, 7−5                                          |
| 2023 | Richard Gasquet                                   | Cameron Norrie                                    | 4−6, 6−4, 6−4                                     |
| 2022 | Torneig suspès a causa de la pandèmia de COVID-19 | Torneig suspès a causa de la pandèmia de COVID-19 | Torneig suspès a causa de la pandèmia de COVID-19 |
| 2021 | Torneig suspès a causa de la pandèmia de COVID-19 | Torneig suspès a causa de la pandèmia de COVID-19 | Torneig suspès a causa de la pandèmia de COVID-19 |
| 2020 | Ugo Humbert                                       | Benoît Paire                                      | 7−6(2), 3−6, 7−6(5)                               |
| 2019 | Tennys Sandgren                                   | Cameron Norrie                                    | 6−4, 6−2                                          |
| 2018 | Roberto Bautista Agut (2)                         | Juan Martín del Potro                             | 6−1, 4−6, 7−5                                     |
| 2017 | Jack Sock                                         | João Sousa                                        | 6−3, 5−7, 6−3                                     |
| 2016 | Roberto Bautista Agut                             | Jack Sock                                         | 6−1, 1−0, retirada                                |
| 2015 | Jiří Veselý                                       | Adrian Mannarino                                  | 6−3, 6−2                                          |
| 2014 | John Isner (2)                                    | Lu Yen-hsun                                       | 7−6(4), 7−6(7)                                    |
| 2013 | David Ferrer (4)                                  | Philipp Kohlschreiber                             | 7−6(5), 6−1                                       |
| 2012 | David Ferrer                                      | Olivier Rochus                                    | 6−3, 6−4                                          |
| 2011 | David Ferrer                                      | David Nalbandian                                  | 6−3, 6−2                                          |
| 2010 | John Isner                                        | Arnaud Clément                                    | 6−3, 5−7, 7−6(2)                                  |
| 2009 | Juan Martín del Potro                             | Sam Querrey                                       | 6−4, 6−4                                          |
| 2008 | Philipp Kohlschreiber                             | Juan Carlos Ferrero                               | 7−6(4), 7−5                                       |
| 2007 | David Ferrer                                      | Tommy Robredo                                     | 6−4, 6−2                                          |
| 2006 | Jarkko Nieminen                                   | Mario Ančić                                       | 6−2, 6−2                                          |
| 2005 | Fernando González                                 | Olivier Rochus                                    | 6−4, 6−2                                          |
| 2004 | Dominik Hrbatý (2)                                | Rafael Nadal                                      | 4−6, 6−2, 7−5                                     |
| 2003 | Gustavo Kuerten                                   | Dominik Hrbatý                                    | 6−3, 7−5                                          |
| 2002 | Greg Rusedski                                     | Jerome Golmard                                    | 6−7, 6−4, 7−5                                     |
| 2001 | Dominik Hrbatý                                    | Francisco Clavet                                  | 6−4, 2−6, 6−3                                     |
| 2000 | Magnus Norman                                     | Michael Chang                                     | 3−6, 6−3, 7−5                                     |
| 1999 | Sjeng Schalken                                    | Tommy Haas                                        | 6−4, 6−4                                          |
| 1998 | Marcelo Ríos                                      | Richard Fromberg                                  | 4−6, 6−4, 7−6(3)                                  |
| 1997 | Jonas Björkman                                    | Kenneth Carlsen                                   | 7−6, 6−0                                          |
| 1996 | Jiří Novák                                        | Brett Steven                                      | 6−4, 6−4                                          |
| 1995 | Thomas Enqvist                                    | Chuck Adams                                       | 6−2, 6−1                                          |
| 1994 | Magnus Gustafsson                                 | Patrick McEnroe                                   | 6−4, 6−0                                          |
| 1993 | Aleksandr Vólkov                                  | MaliVai Washington                                | 7−6(2), 6−4                                       |
| 1992 | Jaime Yzaga                                       | MaliVai Washington                                | 7−6(6), 6−4                                       |
| 1991 | Karel Nováček                                     | Jean-Philippe Fleurian                            | 7−6(5), 7−6(4)                                    |
| 1990 | Scott Davis                                       | Andrei Chesnokov                                  | 4−6, 6−3, 6−3                                     |
| 1989 | Ramesh Krishnan                                   | Amos Mansdorf                                     | 6−4, 6−0                                          |
| 1988 | Amos Mansdorf                                     | Ramesh Krishnan                                   | 6−3, 6−4                                          |
| 1987 | Miloslav Mečíř                                    | Michiel Schapers                                  | 6−2, 6−3, 6−4                                     |
| 1986 | Mark Woodforde                                    | Bud Shultz                                        | 6−4, 6−3, 3−6, 6−4                                |
| 1985 | Chris Lewis                                       | Wally Masur                                       | 7−5, 6−0, 2−6, 6−4                                |
| 1984 | Danny Saltz                                       | Chip Hooper                                       | 4−6, 6−3, 6−4, 6−4                                |
| 1983 | John Alexander                                    | Russell Simpson                                   | 6−4, 6−3, 6−3                                     |
| 1982 | Tim Wilkison (2)                                  | Russell Simpson                                   | 6−4, 6−4, 6−4                                     |
| 1981 | Bill Scanlon                                      | Tim Wilkison                                      | 6−7, 6−3, 3−6, 7−6, 6−0                           |
| 1980 | John Sadri                                        | Tim Wilkison                                      | 6−4, 3−6, 6−3, 6−4                                |
| 1979 | Tim Wilkison                                      | Peter Feigl                                       | 6−3, 4−6, 6−4, 2−6, 6−2                           |
| 1978 | Eliot Teltscher                                   | Onny Parun                                        | 6−3, 7−5, 6−1                                     |
| 1977 | Vijay Amritraj                                    | Tim Wilkison                                      | 7−6, 5−7, 6−1, 6−2                                |
| 1976 | Onny Parun (3)                                    | Brian Fairlie                                     | 6−2, 6−3, 4−6, 6−3                                |
| 1975 | Onny Parun (2)                                    | Brian Fairlie                                     | 4−6, 6−4, 6−4, 6−7, 6−4                           |
| 1974 | Björn Borg                                        | Onny Parun                                        | 6−4, 6−4, 3−6, 6−2                                |
| 1973 | Onny Parun                                        |                                                   |                                                   |
| 1972 | Ray Ruffels                                       |                                                   |                                                   |
| 1971 | Bob Carmichael                                    | Allan Stone                                       | 7−6, 7−6, 6−3                                     |
| 1970 | Roger Taylor                                      |                                                   |                                                   |
| 1969 | Tony Roche                                        | Rod Laver                                         | 6−1, 6−4, 4−6, 6−3                                |
| 1968 | Barry Phillips-Moore                              |                                                   |                                                   |

### Dobles masculins
| Any  | Campions                                          | Finalistes                                        | Resultat                                          |
| ---- | ------------------------------------------------- | ------------------------------------------------- | ------------------------------------------------- |
| 2025 | Nikola Mektić Michael Venus                       | Christian Harrison Rajeev Ram                     | Renúncia                                          |
| 2024 | Wesley Koolhof Nikola Mektić                      | Marcel Granollers Horacio Zeballos                | 6−3, 6−7(5), [10−7]                               |
| 2023 | Nikola Mektić Mate Pavić                          | Nathaniel Lammons Jackson Withrow                 | 6−4, 6−7(5), [10−6]                               |
| 2022 | Torneig suspès a causa de la pandèmia de COVID-19 | Torneig suspès a causa de la pandèmia de COVID-19 | Torneig suspès a causa de la pandèmia de COVID-19 |
| 2021 | Torneig suspès a causa de la pandèmia de COVID-19 | Torneig suspès a causa de la pandèmia de COVID-19 | Torneig suspès a causa de la pandèmia de COVID-19 |
| 2020 | Luke Bambridge Ben McLachlan                      | Marcus Daniell Philipp Oswald                     | 7−6(3), 6−3                                       |
| 2019 | Ben McLachlan Jan-Lennard Struff                  | Raven Klaasen Michael Venus                       | 6−3, 6−4                                          |
| 2018 | Oliver Marach Mate Pavić                          | Max Mirnyi Philipp Oswald                         | 6−4, 5−7, [10−7]                                  |
| 2017 | Marcin Matkowski Aisam-ul-Haq Qureshi             | Jonathan Erlich Scott Lipsky                      | 1−6, 6−2, [10−3]                                  |
| 2016 | Mate Pavić Michael Venus                          | Eric Butorac Scott Lipsky                         | 7−5, 6−4                                          |
| 2015 | Raven Klaasen Leander Paes                        | Dominic Inglot Florin Mergea                      | 7−6(1), 6−4                                       |
| 2014 | Julian Knowle Marcelo Melo                        | Alexander Peya Bruno Soares                       | 4−6, 6−3, [10−5]                                  |
| 2013 | Colin Fleming Bruno Soares                        | Johan Brunström Frederik Nielsen                  | 7−6(1), 7−6(2)                                    |
| 2012 | Oliver Marach Alexander Peya                      | František Čermák Filip Polášek                    | 6−3, 6−2                                          |
| 2011 | Marcel Granollers Tommy Robredo                   | Johan Brunström Stephen Huss                      | 6−4, 7−6(6)                                       |
| 2010 | Marcus Daniell Horia Tecău                        | Marcelo Melo Bruno Soares                         | 7−5, 6−4                                          |
| 2009 | Martin Damm Robert Lindstedt                      | Scott Lipsky Leander Paes                         | 7−5, 6−4                                          |
| 2008 | Luis Horna Juan Mónaco                            | Xavier Malisse Jurgen Melzer                      | 6−4, 3−6, [10−7]                                  |
| 2007 | Jeff Coetzee Rogier Wassen                        | Simon Aspelin Chris Haggard                       | 6−7, 6−3, [10−2]                                  |
| 2006 | Andrei Pavel Rogier Wassen                        | Simon Aspelin Todd Perry                          | 7−6, 7−6                                          |
| 2005 | Yves Allegro Michael Kohlmann                     | Simon Aspelin Todd Perry                          | 6−4, 7−6                                          |
| 2004 | Mahesh Bhupathi Fabrice Santoro                   | Jiri Novak Radek Stepanek                         | 4−6, 7−5, 6−3                                     |
| 2003 | David Adams Robbie Koenig                         | Tomas Cibulec Leos Friedl                         | 7−6(5), 3−6, 6−3                                  |
| 2002 | Jonas Björkman Todd Woodbridge                    | Martín García Cyril Suk                           | 7−6(5), 7−6(7)                                    |
| 2001 | Marius Barnard Jim Thomas                         | David Adams Martín García                         | 7−6(10), 6−4                                      |
| 2000 | Ellis Ferreira Rick Leach                         | Olivier Delaitre Jeff Tarango                     | 7−5, 6−4                                          |
| 1999 | Jeff Tarango Daniel Vacek                         | Jiri Novak David Rikl                             | 7−5, 7−5                                          |
| 1998 | Patrick Galbraith Brett Steven                    | Tom Nijssen Jeff Tarango                          | 6−4, 6−2                                          |
| 1997 | Ellis Ferreira Patrick Galbraith                  | Rick Leach Jonathan Stark                         | 6−4, 4−6, 7−6                                     |
| 1996 | Marcos Ondruska Jack Waite                        | Jonas Björkman Brett Steven                       | Renúncia                                          |
| 1995 | Grant Connell Patrick Galbraith (2)               | Luis Lobo Javier Sánchez                          | 6−4, 6−3                                          |
| 1994 | Patrick McEnroe Jared Palmer                      | Grant Connell Patrick Galbraith                   | 6−2, 4−6, 6−4                                     |
| 1993 | Grant Connell Patrick Galbraith                   | Alex Antonitsch Aleksandr Vólkov                  | 6−3, 7−6                                          |
| 1992 | Wayne Ferreira Jim Grabb                          | Grant Connell Glenn Michibata                     | 6−4, 6−3                                          |
| 1991 | Sergio Casal Emilio Sánchez                       | Grant Connell Glenn Michibata                     | 4−6, 6−3, 6−4                                     |
| 1990 | Kelly Jones Robert Van't Hof                      | Gilad Bloom Paul Haarhuis                         | 7−6, 6−0                                          |
| 1989 | Steve Guy Shuzo Matsuoka                          | John Letts Bruce Man Son Hing                     | 7−6, 7−6                                          |
| 1988 | Marty Davis Tim Pawsat                            | Sammy Giammalva Jr. Jim Grabb                     | 6−3, 4−6, 6−4                                     |
| 1987 | Kelly Jones Brad Pearce                           | Carl Limberger Mark Woodforde                     | 7−6, 7−6                                          |
| 1986 | Broderick Dyke Wally Masur                        | Karl Richter Rick Rudeen                          | 6−3, 6−4                                          |
| 1985 | John Fitzgerald Chris Lewis                       | Broderick Dyke Wally Masur                        | 7−6, 6−2                                          |
| 1984 | Brian Levine John Van Nostrand                    | Brad Drewett Chip Hooper                          | 7−5, 6−2                                          |
| 1983 | Chris Lewis Russell Simpson (3)                   | David Graham Laurie Warder                        | 7−6, 6−3                                          |
| 1982 | Andrew Jarrett Jonathan Smith                     | Larry Stefanki Robert Van't Hof                   | 7−5, 7−6                                          |
| 1981 | Ferdi Taygan Tim Wilkison                         | Tony Graham Bill Scanlon                          | 7−5, 6−1                                          |
| 1980 | Peter Feigl Rod Frawley                           | John Sadri Tim Wilkison                           | 6−2, 7−5                                          |
| 1979 | Bernard Mitton Kim Warwick                        | Andrew Jarrett Jonathan Smith                     | 6−3, 2−6, 6−3                                     |
| 1978 | Chris Lewis Russell Simpson                       | Rod Frawley Karl Meiler                           | 6−1, 7−6                                          |
| 1977 | Chris Lewis Russell Simpson                       | Peter Langsford Jonathan Smith                    | 7−6, 6−4                                          |
| 1976 | Torneig no completat                              | Torneig no completat                              | Torneig no completat                              |
| 1975 | Bob Carmichael Ray Ruffels (3)                    | Brian Fairlie Onny Parun                          | 7−6, retirada                                     |
| 1974 | Syd Ball Bob Giltinan                             | Ray Ruffels Allan Stone                           | 6−1, 6−4                                          |
| 1973 | Brian Fairlie Allan Stone                         |                                                   |                                                   |
| 1972 | Bob Carmichael Ray Ruffels                        |                                                   |                                                   |
| 1971 | Bob Carmichael Ray Ruffels                        | Brian Fairlie Raymond Moore                       | 6−3, 6−7, 4−6, 6−3                                |
| 1970 | Dick Crealy Ray Ruffels                           |                                                   |                                                   |
| 1969 | Raymond Moore Roger Taylor                        | Mal Anderson Toomas Leius                         | 13−15, 6−3, 8−6, 8−6                              |
| 1968 | Dick Crealy Barry Phillips-Moore                  |                                                   |                                                   |